# Jakubov
Jakubov (allemand : Jakobsdorf ) est un village de Slovaquie situé dans la région de Bratislava.

## Histoire
Première mention écrite du village en 1460.

## Démographie

### Évolution de la population
| Année:               | 1994. | 2004.   | 2014.    | 2024.    |
| -------------------- | ----- | ------- | -------- | -------- |
| Nombre de personnes: | 1290  | 1376    | 1592     | 1815     |
| Différence:          |       | +6,66 % | +15,69 % | +14,00 % |

| Année:               | 2023. | 2024.   |
| -------------------- | ----- | ------- |
| Nombre de personnes: | 1799  | 1815    |
| Différence:          |       | +0,88 % |

## Politique
| Nom           | Parti politique      | date de l'élection | Fin du mandat |
| ------------- | -------------------- | ------------------ | ------------- |
| Milan Karovič | Candidat indépendant | 02.12.2006         | ?             |
| Elena Límová  | KDH,SNS              | 16.01.2010         | Déc. 2010     |